# Vusamazulu Credo Mutwa

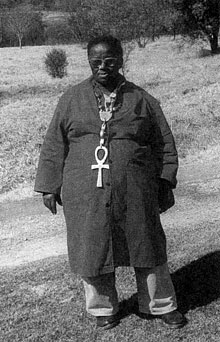
Vusamazulu Credo Mutwa (1997)

Vusamazulu Credo Mutwa, auch Vusamazulu Kredo Mutwa oder Credo Vusa’mazulu Mutwa (* 21. Juli 1921 im Bereich der heutigen Distrikts Zululand der Provinz KwaZulu-Natal, Südafrika; † 25. März 2020 in Kuruman, Provinz Nordkap) war ein Sangoma und Sanusi des Volks der Zulu in Südafrika. Er hat mehrere Bücher, die zum Teil auch in deutscher Sprache erschienen, veröffentlicht.

## Leben
Mutwas Vater war ein Witwer christlichen Glaubens mit drei Kindern, als er Mutwas Mutter, ein junges Zulu-Mädchen, kennenlernte. Mutwas Vater und seine Mutter durften nicht heiraten, da ihr Vater, ein traditionell eingestellter alter Zulu-Krieger, dieser Verbindung mit einem Katholiken nicht zustimmen wollte. Die uneheliche Geburt des Kindes Mutwa verursachte im Dorf einen Skandal, Mutter und Kind wurden aus dem Haushalt des Großvaters gejagt. Später wurde das Kind von einer seiner Tanten angenommen.
Mit der neuen Familie zog Mutwa in den Süden Natals in die Nähe des Mkomazi-Flusses. Er ging mit 13 Jahren zum ersten Mal in die Schule. Die Familie zog 1935 nach Transvaal, als sein Ziehvater dort Arbeit als Bauarbeiter fand. Der junge Mutwa wurde im Jahre 1937 von einer Gruppe Minenarbeiter gefangen genommen und vergewaltigt, was ihn traumatisierte und für lange Zeit körperlich und seelisch krank machte.
Mutwa wurde erst mit Hilfe seines von seinem Vater als Heide und Götzenanbeter verachteten Großvaters geheilt. Dieser überzeugte Mutwa, dass die Zeit seiner Krankheit ein Zeichen dafür sei, dass er ein spiritueller Heiler werden solle. Er wurde von einer jungen Sangoma namens Myrna, die eine Tochter seines Großvaters war, initiiert.

## Veröffentlichungen
- Indaba – My Children, Blue Crane Books, Johannesburg 1964, ISBN 0-8021-3604-4.
  - als Paperback: Kahn & Averill, London 1985, ISBN 0-900707-90-9.
- Africa is My Witness, herausgegeben von Adrian S. Brink, Blue Crane Books, Johannesburg 1966, ISBN unbekannt
- My people. The Writings of a Zulu Witch-Doctor, Penguin Books, Harmondsworth, Middlesex, England 1969, ISBN 0-14-003210-X
  - deutsch: Mein Volk. Mein Afrika. Die unglaublichen Berichte eines Zulu-Zauberers aus Südafrika, übersetzt von Hanspeter Dürr, D-Druck-Spescha, St. Gallen 2004, ISBN 3-9521837-0-9.
- Let not my country die. United Publishers International, Pretoria? 1986, ISBN 0-620-10290-X.
- Songs of the Stars, 2000, ISBN 1-886449-01-5.
  - englisch: Zulu Shaman. Dreams, Prophecies, and Mysteries, Stephen Larsen (editor), foreword by Luisah Teish, 2. Auflage; Destiny Books, Rochester, Vermont, USA 2003, ISBN 0-89281-129-3.
    - deutsch: Indaba. Ein Medizinmann der Bantu erzählt die Geschichte seines Volkes, Auszüge aus Indaba - My Children und My People, übersetzt von Rainer Wegmershaus, Sabine Gerken, Dirk Johnsen, Goldmann, München 1987, ISBN 3-442-12015-2.

DVD:
- The Reptilian Agenda, Interview mit David Icke, UFO TV 2004, 3 DVD, 400 Minuten